# الحسيني (جازان)
قرية الحسيني، أحد قرى منطقة جازان وهي قرية سكنية تابعة لبلدية محافظة صبيا جنوب غرب المملكة العربية السعودية ، تبعد 5 كم باتجاه الشرق من مدينة صبيا في طريق أسفلت 5 كم.

## الموقع
تقع الحسيني في السهل الممتد بين جبال السروات شرقا والشواطئ الشرقية للبحر الأحمر غربا, بجوار مدينة صبيا في الجزء الجنوبي الغربي من المملكة العربية السعودية، وتبعد بحوالي أربعين كيلومترا بالاتجاه الشمال الشرقي من مدينة جازان.

## عدد السكان
بلغ عدد سكان قرية الحسيني بحسب التعداد السكاني للعام 1431 هـ 1599 نسمة منهم 1352 من السعوديين و247 غير السعوديين.

## طبيعة المناخ
مناخ قرية الحسيني لا يختلف عن مناخ محافظة صبيا و محافظة العيدابي

## انظر ايضاً
- صبيا
- أبو عريش

## وصلات خارجية
- بيانات المجلس البلدي من الأمانة العامة لشؤون المجالس البلدية
- حصر الخدمات بالمدن والقرى بمنطقة جازان
- فرص الإستثمار السياحي بمنطقة جازان
- دليل الخدمات بمنطقة جازان